# Waldbrände im Amazonas-Regenwald 2019

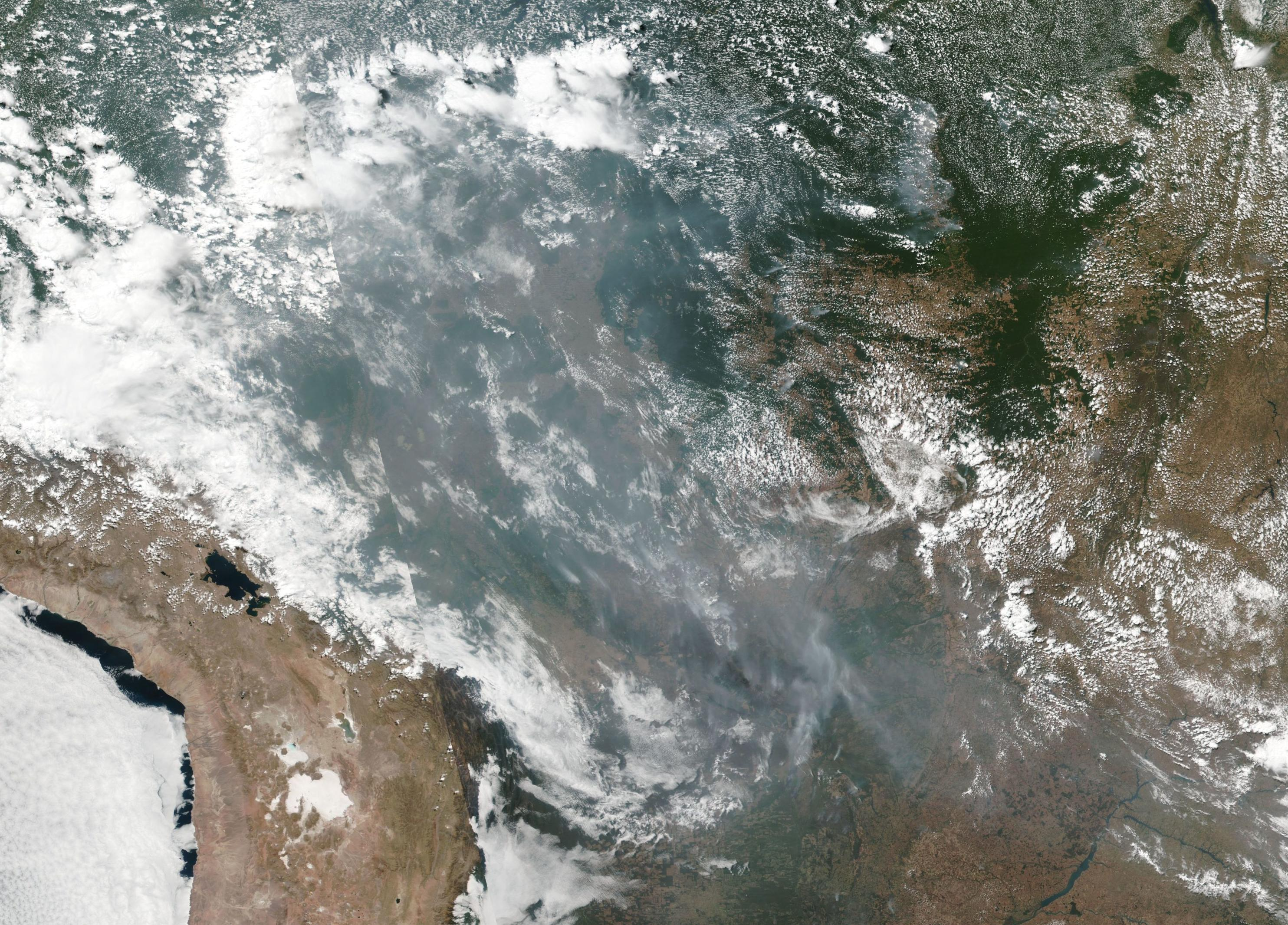
Satellitenbild des Amazonasbeckens, Rauchentwicklung durch die Brände, 20. August 2019

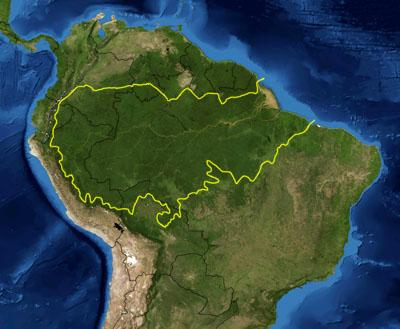
Region des Amazonas-Regenwalds

Die Waldbrände im Amazonas-Regenwald 2019 betreffen die Wälder im Gebiet des Amazonas in Brasilien, Bolivien, Kolumbien, Paraguay und Peru bis zur Grenzregion Argentiniens in Gran Chaco. Im August 2019 verbrannten allein binnen fünf Tagen 471.000 Hektar Wald, Weiden und Felder. Das gesamte Amazonas-Biom umfasst etwa 670 Millionen Hektar. Zwar treten bereits seit Jahren Waldbrände in der Region auf, jedoch begann im Mai 2019 eine Trockenperiode, auf die zahlreiche Waldbrände folgten. Der Anstieg entsprach im Juni 2019 über 88 % im Vergleich zum Vorjahr. Es kann zwischen 40 und 50 Jahren dauern, bis wieder Sekundärwald gewachsen ist. Mindestens 100 Jahre werden benötigt, bis sich der Regenwald komplett regeneriert hat. Der durch die Brände freigesetzte CO2-Ausstoß stieg im Vergleich zu den Vorjahren an, war in den 2000er-Jahren aber zum Teil deutlich höher als 2019 (Vergleichszeitraum jeweils bis 21. August) mit einem Höhepunkt im Jahr 2004.
Im Zentrum internationaler Kritik steht Brasiliens Präsident Jair Bolsonaro, der nach verschiedentlich geäußerten Ansichten nicht genug zur Eindämmung der Brände getan oder diese sogar indirekt durch seine Politik gefördert habe.

Vom Satelliten Aqua erstellte Bilder, die das vom 8. bis 22. August 2019 durch Brände im brasilianischen Amazonas verursachte Kohlenstoffmonoxid darstellen.

## Betroffene Regionen

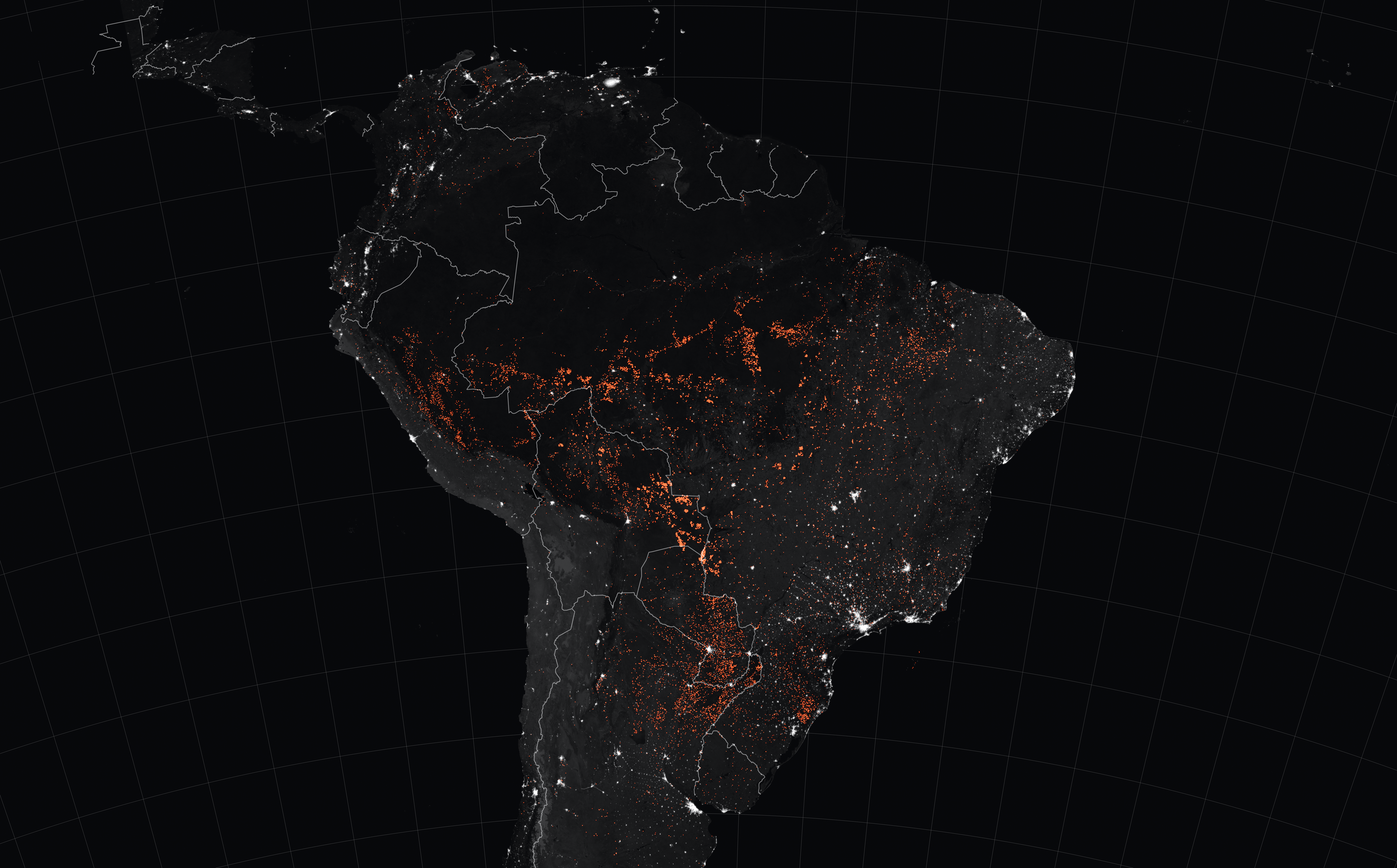
Visualisierung der Brände vom 15. bis 22. August 2019 auf Grundlage von Bildmanipulation von MODIS-Satellitenbilddaten

Von Waldbränden in der Amazonas-Region sind Gebiete auf dem Staatsgebiet mehrerer Länder im Norden Südamerikas betroffen. Die geographisch größten von Feuern verwüsteten Regionen sind Gebiete in den nördlichen Bundesstaaten Brasiliens. In dem Land wurden bis August 2019 über 75.000 Brände registriert, was einer Zunahme von 85 Prozent im Vergleich vom Vorjahr entspricht. In den flächenmäßig kleineren bolivianischen Amazonas-Gebieten steigerte sich die Zahl der registrierten Brände bis August 2019 gar um 114 Prozent. Weiterhin wüten Waldbrände in Venezuela (26.500 Brände, gleichbedeutend einer Zunahme von 19 Prozent); Kolumbien (14.200 Brände), Peru (5600) und weiteren kleineren Staaten.
Nach dem staatlichen brasilianischen Instituto Nacional de Pesquisas Espaciais (INPE, deutsch: Nationales Institut für Weltraumforschung) wurden in ganz Brasilien 75.336 Brände von Januar bis zum 23. August 2019 verzeichnet. Dies entspricht der Höchstzahl an gemessenen Waldbränden, seitdem INPE im Jahr 2013 Satelliten-Daten gesammelt hat. Die INPE gab am 20. August an, dass 39.194 Brände im Amazonas-Regenwald seit Januar stattgefunden haben. Mit Stand 23. August waren etwa 2.500 aktive Feuer im brasilianischen Amazonasgebiet bekannt.
Nicht nur das südliche Amazonasbecken, auch das wechselfeuchte Sumpfgebiet Pantanal ist betroffen.

### Bolivien

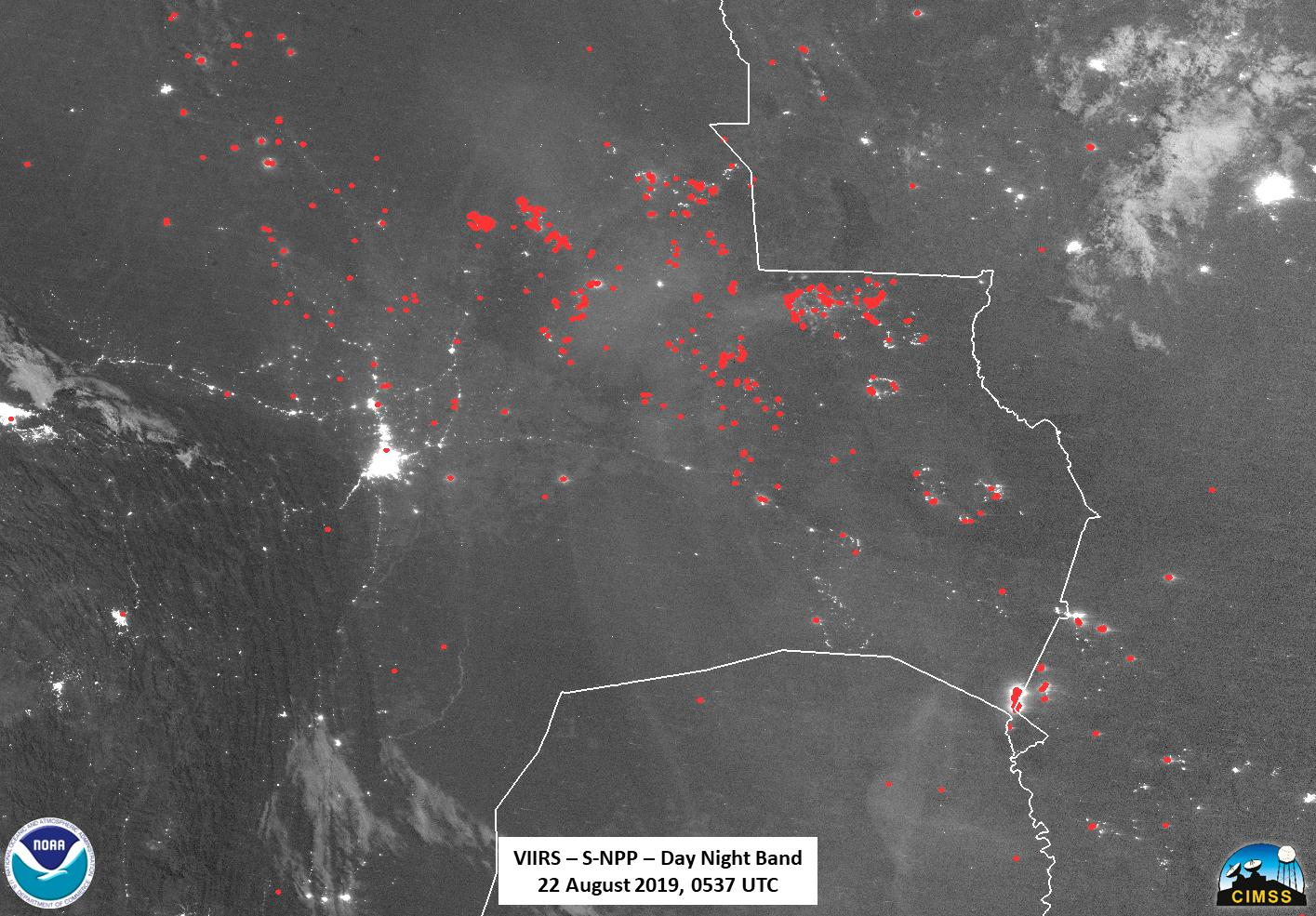
Rote Punkte zwischen der Stadt Santa Cruz (weiß) und der Grenze zu Brasilien auf dem NOAA-NASA-Suomi-Satellitenbild vom 22. August

Ende August ging es um 846 Brandherde, die rund 738.000 Hektar Wald bedrohen, Feuer waren in etwa einem Drittel der Chiquitano-Trockenwälder der Region Chiquitania (Llanos de Chiquitos) und im Gran Chaco. Nach Angaben der Landes-Forstverwaltung lag die Gesamtfläche der Brände bei 950.000 Hektar. Zur Feuerlöschung setzt die bolivianische Regierung Löschflugzeuge der Klasse Evergreen 747 Supertanker ein. Der Verteidigungsminister Javier Zavaleta gab bekannt, dass pro Tag vier Löscheinsätze folgen werden, wovon ein Löschflugzeug bis zu 75.000 Liter Wasser enthalten kann. Allein im Departamento Santa Cruz sind 1,4 Millionen Hektar Trockenwald verbrannt.

#### Ursachen und politische Reaktionen
Tania Gutierrez, Leiterin der Brandaufsicht der bolivianischen Waldbehörde (ATB), sah Brandstiftung als Ursache. Boliviens Präsident Evo Morales hatte wenige Wochen zuvor per Dekret Rodungen in zwei Provinzen am Amazonas erlaubt, zugunsten von Viehzüchtern, die Fleisch nach China exportieren wollen. Umweltschützer hatten Morales deswegen scharf kritisiert, was wegen der auf Brasilien konzentrierten internationalen Berichterstattung jedoch kaum wahrgenommen worden war. Das Nachbarland Chile bot Bolivien seine Hilfe an, was als außergewöhnlich wahrgenommen wurde, da die Länder in einem langjährigen diplomatischen Streit verfeindet sind. Die katholische Kirche Boliviens forderte die Regierung auf, den nationalen Notstand auszurufen.
Anfang Oktober 2019 halfen starke Regenfälle dabei, die Feuer im bolivianischen Amazonas-Gebiet einzudämmen.

### Brasilien

#### Verlauf, Verbreitung und Ausmaß
Von Januar bis August 2019 brachen insgesamt 75.336 Brände in Brasilien aus. Besonders betroffen sind die Bundesstaaten Amazonas, Roraima, Rondônia, Mato Grosso und Pará. Am 16. August 2019 wurden von der NASA eine Ausbreitung der Feuer in den brasilianischen Bundesstaaten Amazonas und Rondônia, während die Feuer in Mato Grosso und Pará zurückgingen. Zu diesem Zeitpunkt wurden mindestens 74.155 Feuer in Brasilien identifiziert.
Am 11. August 2019 wurde der Klimanotstand im Bundesstaat Amazonas ausgerufen, der die größte Fläche an bestehenden Regenwald der Welt besitzt. Die Rauchentwicklung verdunkelte Mitte/Ende August sogar die 2700 km entfernte Großstadt São Paulo, wo Rußpartikel den Regen schwarz werden ließen. Die Zeitung Folha de S. Paulo berichtete am 24. August, das aktuell pro Minute ca. drei Fußballfelder verbrannt werden.
Die brasilianische Polizei ermittelt mittlerweile gegen Brandstifter. Via WhatsApp haben sich nach der Polizei 70 Personen im Bundesstaat Pará auf der Landstraße BR-163 versammelt, um große Flächen in Brand zu legen. Die Bewohner erlitten teilweise Lungenerkrankungen durch den Rauch und Kinder mussten ins Krankenhaus gebracht werden.
| Anzahl der Waldbrände vom 1. Januar bis zum 22. August | Anzahl der Waldbrände vom 1. Januar bis zum 22. August | Anzahl der Waldbrände vom 1. Januar bis zum 22. August | Anzahl der Waldbrände vom 1. Januar bis zum 22. August | Anzahl der Waldbrände vom 1. Januar bis zum 22. August | Anzahl der Waldbrände vom 1. Januar bis zum 22. August | Anzahl der Waldbrände vom 1. Januar bis zum 22. August | Anzahl der Waldbrände vom 1. Januar bis zum 22. August | Anzahl der Waldbrände vom 1. Januar bis zum 22. August | Anzahl der Waldbrände vom 1. Januar bis zum 22. August | Anzahl der Waldbrände vom 1. Januar bis zum 22. August | Anzahl der Waldbrände vom 1. Januar bis zum 22. August | Anzahl der Waldbrände vom 1. Januar bis zum 22. August | Anzahl der Waldbrände vom 1. Januar bis zum 22. August |
| Jahr/ Bundesstaat                                      | 2013                                                   | Änderung zum Vorjahr in %                              | 2014                                                   | Änderung zum Vorjahr in %                              | 2015                                                   | Änderung zum Vorjahr in %                              | 2016                                                   | Änderung zum Vorjahr in %                              | 2017                                                   | Änderung zum Vorjahr in %                              | 2018                                                   | Änderung zum Vorjahr in %                              | 2019                                                   |
| ------------------------------------------------------ | ------------------------------------------------------ | ------------------------------------------------------ | ------------------------------------------------------ | ------------------------------------------------------ | ------------------------------------------------------ | ------------------------------------------------------ | ------------------------------------------------------ | ------------------------------------------------------ | ------------------------------------------------------ | ------------------------------------------------------ | ------------------------------------------------------ | ------------------------------------------------------ | ------------------------------------------------------ |
| Acre                                                   | 700                                                    | 10 %                                                   | 775                                                    | 4 %                                                    | 806                                                    | 134 %                                                  | 1890                                                   | −58 %                                                  | 791                                                    | 7 %                                                    | 851                                                    | 197 %                                                  | 2533                                                   |
| Alagoas                                                | 128                                                    | −9 %                                                   | 116                                                    | 69 %                                                   | 196                                                    | −60 %                                                  | 78                                                     | 5 %                                                    | 82                                                     | −25 %                                                  | 61                                                     | 19 %                                                   | 73                                                     |
| Amazonas                                               | 1494                                                   | 99 %                                                   | 2977                                                   | 21 %                                                   | 3616                                                   | 26 %                                                   | 4577                                                   | 8 %                                                    | 4948                                                   | −42 %                                                  | 2870                                                   | 151 %                                                  | 7225                                                   |
| Amapá                                                  | 27                                                     | 77 %                                                   | 48                                                     | −8 %                                                   | 44                                                     | −13 %                                                  | 38                                                     | −55 %                                                  | 17                                                     | 111 %                                                  | 36                                                     | −52 %                                                  | 17                                                     |
| Bahia                                                  | 2133                                                   | −28 %                                                  | 1528                                                   | 11 %                                                   | 1703                                                   | 45 %                                                   | 2475                                                   | −38 %                                                  | 1516                                                   | −22 %                                                  | 1177                                                   | 90 %                                                   | 2245                                                   |
| Ceará                                                  | 274                                                    | 4 %                                                    | 285                                                    | 22 %                                                   | 348                                                    | 29 %                                                   | 450                                                    | −56 %                                                  | 194                                                    | 65 %                                                   | 321                                                    | −4 %                                                   | 306                                                    |
| Distrito Federal do Brasil                             | 52                                                     | 134 %                                                  | 122                                                    | −60 %                                                  | 48                                                     | 231 %                                                  | 159                                                    | −30 %                                                  | 110                                                    | −64 %                                                  | 39                                                     | 51 %                                                   | 59                                                     |
| Espírito Santo                                         | 179                                                    | −35 %                                                  | 115                                                    | 119 %                                                  | 252                                                    | 44 %                                                   | 365                                                    | −76 %                                                  | 87                                                     | 1 %                                                    | 88                                                     | 160 %                                                  | 229                                                    |
| Goiás                                                  | 1338                                                   | 41 %                                                   | 1892                                                   | −19 %                                                  | 1520                                                   | 57 %                                                   | 2393                                                   | −25 %                                                  | 1792                                                   | −24 %                                                  | 1346                                                   | 22 %                                                   | 1653                                                   |
| Maranhão                                               | 4003                                                   | 81 %                                                   | 7247                                                   | 7 %                                                    | 7822                                                   | −16 %                                                  | 6506                                                   | −31 %                                                  | 4460                                                   | −11 %                                                  | 3951                                                   | 23 %                                                   | 4880                                                   |
| Minas Gerais                                           | 1933                                                   | 24 %                                                   | 2414                                                   | −37 %                                                  | 1509                                                   | 90 %                                                   | 2873                                                   | −31 %                                                  | 1971                                                   | −20 %                                                  | 1564                                                   | 75 %                                                   | 2739                                                   |
| Mato Grosso do Sul                                     | 1322                                                   | −27 %                                                  | 954                                                    | 109 %                                                  | 1999                                                   | 7 %                                                    | 2153                                                   | 9 %                                                    | 2367                                                   | −54 %                                                  | 1071                                                   | 278 %                                                  | 4056                                                   |
| Mato Grosso                                            | 7631                                                   | 34 %                                                   | 10.267                                                 | −15 %                                                  | 8695                                                   | 50 %                                                   | 13.078                                                 | −33 %                                                  | 8662                                                   | −14 %                                                  | 7408                                                   | 91 %                                                   | 14.157                                                 |
| Pará                                                   | 3092                                                   | 170 %                                                  | 8349                                                   | −4 %                                                   | 7967                                                   | −3 %                                                   | 7709                                                   | 24 %                                                   | 9590                                                   | −65 %                                                  | 3330                                                   | 198 %                                                  | 9952                                                   |
| Paraíba                                                | 71                                                     | 67 %                                                   | 119                                                    | −34 %                                                  | 78                                                     | −6 %                                                   | 73                                                     | −45 %                                                  | 40                                                     | 60 %                                                   | 64                                                     | 20 %                                                   | 77                                                     |
| Pernambuco                                             | 173                                                    | −5 %                                                   | 164                                                    | 48 %                                                   | 244                                                    | −63 %                                                  | 90                                                     | 36 %                                                   | 123                                                    | −22 %                                                  | 95                                                     | 36 %                                                   | 130                                                    |
| Piauí                                                  | 1440                                                   | 123 %                                                  | 3223                                                   | −19 %                                                  | 2599                                                   | −7 %                                                   | 2416                                                   | −34 %                                                  | 1581                                                   | 85 %                                                   | 2933                                                   | −25 %                                                  | 2176                                                   |
| Paraná                                                 | 1298                                                   | −23 %                                                  | 992                                                    | 20 %                                                   | 1196                                                   | 44 %                                                   | 1724                                                   | −10 %                                                  | 1540                                                   | −1 %                                                   | 1511                                                   | 12 %                                                   | 1697                                                   |
| Rio de Janeiro                                         | 173                                                    | 101 %                                                  | 348                                                    | −1 %                                                   | 343                                                    | 0 %                                                    | 346                                                    | −30 %                                                  | 241                                                    | −41 %                                                  | 140                                                    | 182 %                                                  | 396                                                    |
| Rio Grande do Norte                                    | 69                                                     | −17 %                                                  | 57                                                     | 36 %                                                   | 78                                                     | −28 %                                                  | 56                                                     | 23 %                                                   | 69                                                     | 21 %                                                   | 84                                                     | −31 %                                                  | 58                                                     |
| Rondônia                                               | 693                                                    | 210 %                                                  | 2151                                                   | 46 %                                                   | 3156                                                   | −2 %                                                   | 3073                                                   | −12 %                                                  | 2700                                                   | −29 %                                                  | 1908                                                   | 203 %                                                  | 5787                                                   |
| Roraima                                                | 950                                                    | 84 %                                                   | 1757                                                   | −14 %                                                  | 1499                                                   | 136 %                                                  | 3541                                                   | −82 %                                                  | 616                                                    | 221 %                                                  | 1981                                                   | 132 %                                                  | 4608                                                   |
| Rio Grande do Sul                                      | 890                                                    | 33 %                                                   | 1192                                                   | −25 %                                                  | 894                                                    | 150 %                                                  | 2242                                                   | −37 %                                                  | 1399                                                   | −27 %                                                  | 1009                                                   | 80 %                                                   | 1817                                                   |
| Santa Catarina                                         | 958                                                    | −49 %                                                  | 481                                                    | 32 %                                                   | 635                                                    | 112 %                                                  | 1352                                                   | −23 %                                                  | 1034                                                   | −15 %                                                  | 873                                                    | 13 %                                                   | 988                                                    |
| Sergipe                                                | 155                                                    | −56 %                                                  | 68                                                     | 122 %                                                  | 151                                                    | −53 %                                                  | 70                                                     | −2 %                                                   | 68                                                     | 8 %                                                    | 74                                                     | −16 %                                                  | 62                                                     |
| São Paulo                                              | 1274                                                   | 46 %                                                   | 1872                                                   | −42 %                                                  | 1078                                                   | 104 %                                                  | 2208                                                   | −29 %                                                  | 1565                                                   | 38 %                                                   | 2172                                                   | −30 %                                                  | 1516                                                   |
| Tocantins                                              | 4095                                                   | 36 %                                                   | 5578                                                   | −12 %                                                  | 4909                                                   | 50 %                                                   | 7375                                                   | −32 %                                                  | 4995                                                   | −23 %                                                  | 3829                                                   | 54 %                                                   | 5900                                                   |
| Summe                                                  | 36.545                                                 | 50 %                                                   | 55.091                                                 | −3 %                                                   | 53.385                                                 | 29 %                                                   | 69.310                                                 | −24 %                                                  | 52.558                                                 | −22 %                                                  | 40.786                                                 | 84 %                                                   | 75.336                                                 |

#### Hintergrund
60 % des Amazonas-Regenwalds befinden sich in Brasilien, 20 % hiervon wurden seit den 1970er-Jahren durch Brandrodung zerstört. Dies entspricht der Fläche des US-Bundesstaates Texas. Bereits 2016 wurden 68.484 Waldbrände und im Jahr 2018 40.136 Waldbrände verzeichnet. Brasilien braucht unter anderem große Flächen für Rinder-Farmen, da es zu den führenden Exporteuren gehört und überwiegend nach China und Hongkong liefert. Dies sorgte in Vergangenheit zu Brandrodungen, einige davon auch illegal in Naturschutzgebieten. Ebenfalls ist Brasilien Exportweltmeister für Sojabohnen, welche unter anderem als Tiernahrung eingesetzt werden. 2017 gingen 70 Prozent der Rodungen in Brasilien auf den Agrarsektor zurück.

#### Maßnahmen
Neben den örtlichen Feuerwehren wurden ca. 44.000 Soldaten der brasilianischen Streitkräfte zur Brandbekämpfung abgestellt. Darüber hinaus kommen Löschflugzeuge zum Einsatz, darunter ein Supertanker.

#### Ursachen und politische Reaktionen
Brasiliens Staatspräsident Jair Bolsonaro verwies auf die im Juli/August typische Trockenperiode. Ferner vermutete er Umweltschützer hinter Amazonas-Bränden, die ihn dadurch international in ein schlechtes Licht rücken wollten, weil er sich zuvor für eine Entwaldung ausgesprochen hatte und entsprechende beschränkende Gesetze für Unternehmen lockerte.
Alberto Setzer, Forscher bei der brasilianischen Weltraumbehörde INPE vertritt die Meinung, dass die Brände nicht allein auf die Trockenzeit oder Naturphänomene zurückgeführt werden könnten. Er äußerte die Ansicht, dass 99 % auf menschlichen Aktionen basierten und verglich die Lage mit Buschfeuern in Australien und Kalifornien. Der Präsident bezeichnete derartige Äußerungen als „Fake News“. Nachdem Brasiliens Staatspräsident Jair Bolsonaro dem INPE Irreführung und ausländische Einflussnahme durch Umweltschutzorganisationen vorwarf, stellten sich die brasilianische Akademie der Wissenschaften sowie Forschungs- und Hochschulverbände in einem offenen Brief hinter das INPE und bezeichneten dessen Datenerhebungen als transparent und präzise. Bolsonaro dagegen erklärte, „Mitarbeiter bei INPE, die Brasilien bewusst schaden wollten“, würden entlassen, und enthob den Direktor des INPE, Ricardo Galvão, seines Amtes, da er die Regierung vor der Veröffentlichung der Daten nicht vorgewarnt habe.
Eine Analyse der britischen BBC ergab, dass die aufgrund illegaler Brandrodung verhängten Geldstrafen unter der Präsidentschaft Bolsonaros von Januar bis August 2019 stark abgenommen hatten. Tatsächlich hatte der Präsident bis August 2019 angekündigt, die Strafen für Umweltdelikte zu reduzieren, aber im Zuge der weltweiten medialen Berichterstattung im August 2019 ein härteres Vorgehen gegen Brandstifter versprochen. Bolsonaro, der angekündigt hatte, von indigenen Völkern bewohnte Reservate für den Bergbau freizugeben, und der auch als Klimaskeptiker bekannt ist, strich 23 Millionen US-Dollar aus dem Budget der brasilianischen Umweltbehörde, die die Kontrollen der Abholzungen aufgrund seiner Politik seit Januar 2019 weitgehend eingestellt hatte. Er titulierte sich scherzhaft auch als „Captain Chainsaw“ (zu deutsch: Kapitän Kettensäge).
Im Juli 2019 wurden 2254 Quadratkilometer Regenwald gerodet. Kritiker vermuten, dass die Brandrodungen, die auch im August stark anstiegen, mit den Bränden zusammenhängen.
Bolsonaro erklärte, dass Brasilien nicht die Ressourcen habe, die Feuer zu bekämpfen, da der Amazonas-Regenwald größer als Europa sei. Am 23. August beauftragte er das brasilianische Militär, bei den Löscharbeiten zu helfen. Hilfe aus dem Ausland lehnte der Präsident weitgehend ab. Bolsonaro betonte aber auch, stärker gegen Brandstifter und illegale Entwaldung vorgehen zu wollen. Er betonte ebenfalls die wirtschaftliche Bedeutung der Region für die mehr als 20 Millionen Menschen, die dort leben.
Auf dem Amazonasgipfel in Leticia in einer traditionellen Hütte im Regenwaldgebiet des Dreiländerecks am Amazonas vereinbarten Regierungsvertreter – darunter Lenin Moreno, Ivan Duque und Boliviens Präsident Evo Morales – in einem Abkommen einen Aktionsplan zum Schutz des Regenwaldes, auch mit Hilfe von Umweltmonitoring.

### Untersuchungsbericht 2021
Im März 2021 legte die Umweltschutz-Organisation Greenpeace einen Untersuchungsbericht der Brände vor. Darin identifizierte Greenpeace 15 brasilianische Rinderzüchter, die in Zusammenhang mit den verheerenden Bränden stehen sollen. Die Aktivitäten dieser Farmen am Rand des Pantanal-Gebiets fielen in der Vergangenheit bereits durch Umweltverstöße oder Unregelmäßigkeiten bei der Registrierung ihrer Grundstücke auf und wurden über mehrere Monate beobachtet. Abgeglichen mit Fernerkundungsdaten wurde klar, dass auf den Grundstücken dieser Farmen Brände auf einer Fläche von „mehr als 70.000 Hektar“ wüteten. Die Landwirte wollten so ihre Flächen ausweiten.
Greenpeace untersuchte auch die Lieferketten der betroffenen Farmen. Das Fleisch dieser Betriebe geht an die drei großen Schlachtereien Brasiliens – JBS, Marfrig und Minerva. Die Organisation wirft den Schlachtern vor, bei den Farmern Fleisch zu kaufen, die für die verheerenden Brände mitverantwortlich sind. Diese genannten Großschlachter beliefern u. a. auch deutsche Fleischhändler, wie die deutschen Unternehmen Frostmeat, Meat2000, Fritz Vieh und Tönnies. Deutsche Fleischhändler haben laut Greenpeace zwischen Januar 2019 und Oktober 2020 insgesamt 4.426 Tonnen Rindfleisch von den brasilianischen Fleischverarbeitungsbetrieben im Wert von etwa 23 Millionen Euro importiert.

## Internationale Reaktionen

### Politik und Wirtschaft

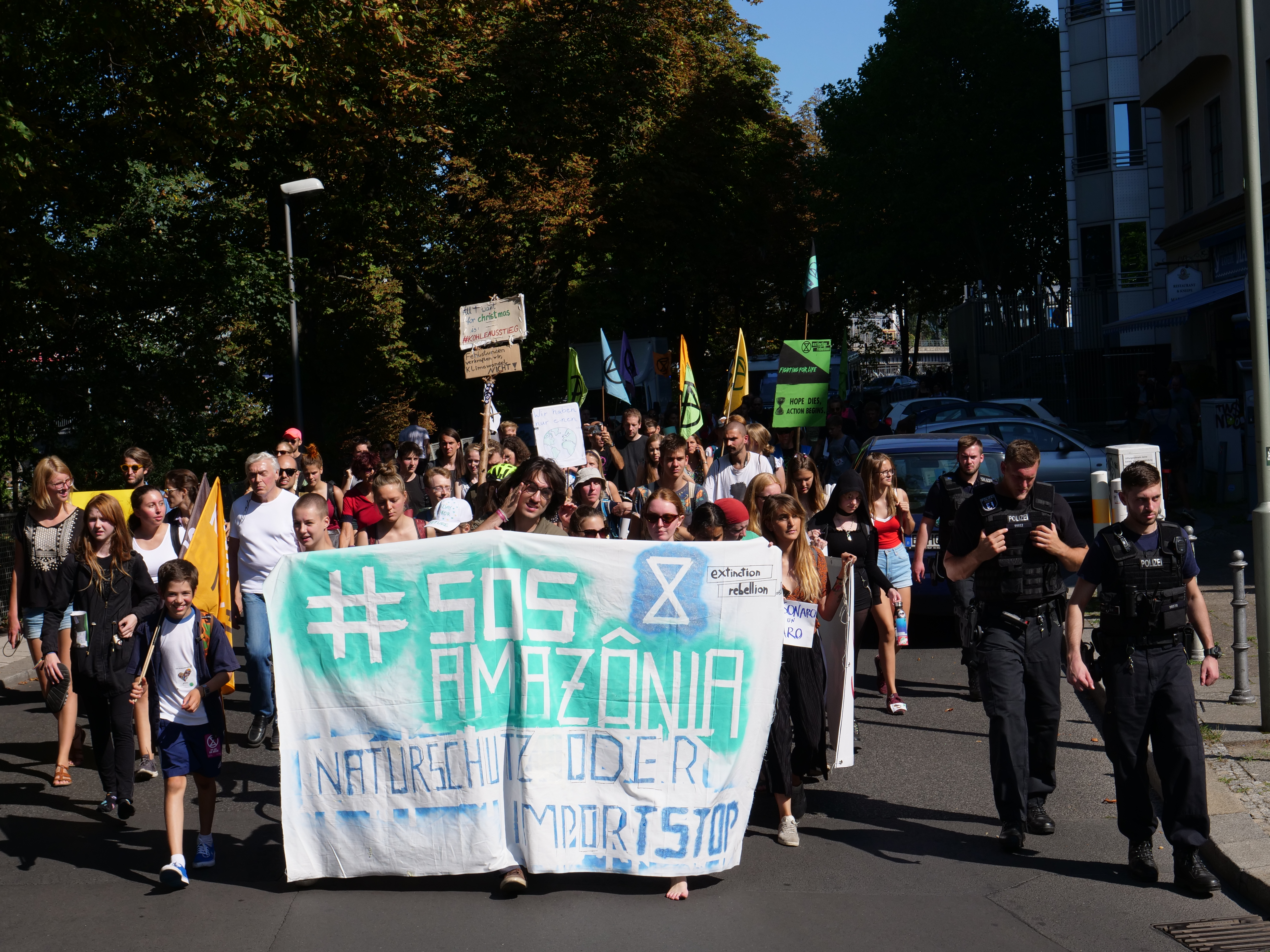
Demonstration gegen die Rodung des Amazonas und den brasilianischen Präsidenten Bolsonaro am 23. August 2019 in Berlin.

Der französische Präsident Emmanuel Macron kündigte an, die Brände im Amazonas-Regenwald auf dem G7-Gipfel in Biarritz zu thematisieren und bezeichnete das Ereignis als internationale Krise, da der Amazonas-Regenwald 20 % (Umweltforscher gehen von 6 % aus) des Sauerstoffes der Erde produziere. Die deutsche Bundeskanzlerin Angela Merkel schloss sich diesem Vorschlag an und betonte auch die Bedrohung für die Erde. Anschließend entwickelte sich eine regelrechte Fehde zwischen Bolsonaro und Macron. Bolsonaro äußerte sich verärgert über Macron und warf ihm eine „kolonialistische Mentalität“, eine „Instrumentalisierung“ der Amazonas-Waldbrände sowie einen „sensationsgierigen Ton“ vor. Auf dem G7-Gipfel offerierte Macron im Namen der G7-Teilnehmerstaaten insgesamt 20 Millionen Euro Soforthilfe sowie logistische Hilfe in Form von Löschflugzeugen zur Bekämpfung der Waldbrände. Nachdem der brasilianische Umweltminister das Hilfsangebot zunächst begrüßt hatte, wies Bolsonaro das Angebot zurück. Brasilien werde behandelt, als ob es eine Kolonie oder ein Niemandsland wäre. Auf Twitter spottete er über Macron und äußerte er sich herabsetzend über dessen wesentlich ältere Ehefrau. Macron erwiderte mit gleicher Münze, dass er hoffe, dass das Volk Brasiliens bald einen Präsidenten bekomme, der seinem Amt gewachsen sei. Am 27. August 2019 erklärte Bolsonaro, dass Brasilien Hilfsgelder erst annehmen werde, wenn sich Präsident Macron offiziell bei ihm entschuldige.
Es kamen Erwägungen auf, das Mercosur-Abkommen zu kippen, das sich auf den Handel zwischen Europa und Argentinien, Brasilien, Uruguay und Paraguay bezieht. Neben Frankreich sprach sich unter anderem auch Irland dafür aus. Finnland schlug ein Importverbot für Rindfleisch aus Brasilien vor. Norwegen und Deutschland stellten ihre Fördergelder zum Schutz des Regenwaldes ein. Auch der Präsident des Europäischen Rates Donald Tusk äußerte sich kritisch über die Zukunft des Mercosur-Abkommen und sagte, dass die EU grundsätzlich dazu bereit sei, finanzielle Hilfe zur Feuerbekämpfung zu leisten.
Bundesaußenminister Heiko Maas bot deutsche Hilfe zur Bekämpfung der Feuer an und betonte die Pflicht zur internationalen Zusammenarbeit, da die Lunge der Welt alle Nationen betreffe.
Der Präsident von Kolumbien Iván Duque hat angesichts der Brände den Vereinten Nationen einen regionalen Pakt zum Schutz des Amazonas-Regenwaldes vorgeschlagen.
Das Thema wurde bei den Fridays for Future im deutschsprachigen Raum unter anderem in Hamburg, Berlin, München, Braunschweig und Bern thematisiert.
Linda Poppe, Geschäftsführerin von Survival International, bewertet die Amazonas-Waldbrände als „nicht nur Teil einer schleichenden Umweltkatastrophe, sondern auch ein tödliches Verbrechen an den indigenen Völkern, die den Wald bewohnen“.
Papst Franziskus bezeichnete den Regenwald als lebensnötig für die Erde und rief zu einem Gebet für eine schnelle Eindämmung der Brände auf.

### Amazonienfonds
Norwegen, mit 1,2 Milliarden US-Dollar Hauptgeldgeber, und Deutschland stellten im August 2019 ihre Geldzahlungen für den Amazonienfonds für Wald- und Klimaschutz ein.

### Soziale Medien
In den sozialen Medien wird das Thema unter dem Hashtag #PrayForAmazonas intensiv diskutiert. PrayFor ist dabei an bereits vergangene Hashtags angelehnt, die sich den Opfern von Terroranschlägen gewidmet haben. Vorrangig wurde Kritik geäußert, dass nicht genug gegen die Brände getan werde und dass das Thema trotz der Bedrohung für das Weltklima nicht genug Aufmerksamkeit erhalte. Weitere verwendete Hashtags sind #SaveAmazonia, #SaveWorld, #SaveNature, #AmazonRainforest.
Prominente wie Cristiano Ronaldo, Leonardo DiCaprio oder Shakira äußerten sich in den sozialen Netzwerken schockiert über die Brände. Einige Stars riefen zu Spenden auf und spendeten selber.

### Wissenschaftliche Bewertung
Zusammen mit den Waldbränden auf der Nordhalbkugel wird das Ereignis von einigen Wissenschaftlern als zusätzlich problematisch für das sich stark verändernde Weltklima bewertet. Global stammen zehn bis fünfzehn Prozent der CO2-Emissionen aus Brandrodungen. Analysen der NASA, primär basierend auf spektraler Fernerkundung ordneten die Anzahl der Brände im Amazonasbecken als eher durchschnittlich ein. Bis zum 24. August 2019 wurden jedoch 228 Megatonnen emittiertes Kohlendioxid vom Europäischen Copernicus-System gemessen. Es handelt sich dabei um den höchsten gemessenen Wert seit Beginn der Messungen im Jahr 2010 für diese Schlüsselkomponente des Erdsystems. Der Umweltwissenschaftler Jonathan Foley vom Projekt Drawdown sagte, Brände wie 2019 seien nicht ungewöhnlich, schlimmere Waldbrände hätte es schon in den 1990er und frühen 2000er Jahren gegeben. Damals sei Brasilien zusammen mit internationaler Unterstützung zum Vorreiter im Stopp der weiteren Waldrodungen geworden. Die Entwaldung im brasilianischen Amazonas hätte um achtzig Prozent reduziert werden können. Mit den aktuellen Bränden würde man eine oder gar zwei Dekaden von Klimaschutzbemühungen zurückgeworfen.
São Paulo war von Rußwolken der Brände betroffen. Wenn Menschen die Partikel einatmen, könne das zu Herz-Lungen-Erkrankungen führen, sagte der INPE-Metrologe Luiz Augusto Toledo Machado gegenüber Nature. Die Rußpartikel beeinflussten auch die Wolkenbildung und die Niederschläge, sagte Divino Vicente Silvério, Biologe des Amazon Environmental Research Institute in Canarana. Außerdem sei der Wasserkreislauf des Regenwaldes gestört.
Auch Indigene Völker haben mit den Auswirkungen der Brände zu kämpfen. Wissenschaftler gehen von einem Massensterben in der Flora und Fauna des betroffenen Regenwaldes und negativen Folgen für das Biom und die Biodiversität aus. Besonders gefährdet sind kleine und sich langsam bewegende Tiere wie Frösche, Faultiere, Ameisenbären und Echsen. Auch Wassertiere können durch eine schlechtere Wasserqualität Schaden nehmen. Die Zerstörung des Schirms des Regenwaldes bringt außerdem die Nahrungskette durcheinander.